# Mali
Mali este o țară din Africa. Se învecinează la nord cu Algeria, în est cu Niger, la vest cu Mauritania și Senegal, în sud cu Coasta de Fildeș Guineea și Burkina Faso. Pe 6 aprilie 2012, rebeli din Mișcarea Națională pentru Eliberarea Azawadului (MNEA) au declarat secesiunea unui nou stat, Azawad, de la Mali.

## Istoria
Mali are o istorie bogată și relativ cunoscută. Acest teritoriu a fost reședința a trei imperii africane: Imperiul Ghana, Imperiul Mali și Imperiul Songhay.
Francezii au inițiat colonizarea teritoriului în 1864 și în 1895 Mali a început să facă parte din Africa Occidentală Franceză.
Republica Sudaneză și Senegal au obținut independența de Franța în 1960 sub numele de Federația Mali. La câteva luni după ce Senegal s-a separat de Republica Sudaneză, statul Mali și-a luat numele prezent.
Condusă de o dictatură, în 1991 s-a format un guvern de tranziție care a făcut primele alegeri democratice în 1992, fiind ales Alpha Oumar Konare. După realegerea sa în 1997, Konare a continuat reformele politice și economice luptând contra corupției. După terminarea mandatului prevăzut de constituție, a fost urmat în 2002 de către Amadou Toumani Touré.

## Guvernul și politica
Constituția stabilește o democrație multipartidistă, cu imposibilitatea de a forma partide bazate într-o singură linie etnică, religioasă, regională. Congresul Național format din 147 membri este unicul corp legislativ de guvern. Proporția între reprezentanții diferitelor districte administrative este determinată de procentul de populație. Mandatul guvernului din Mali este de cinci ani.

## Organizație administrativ-politică

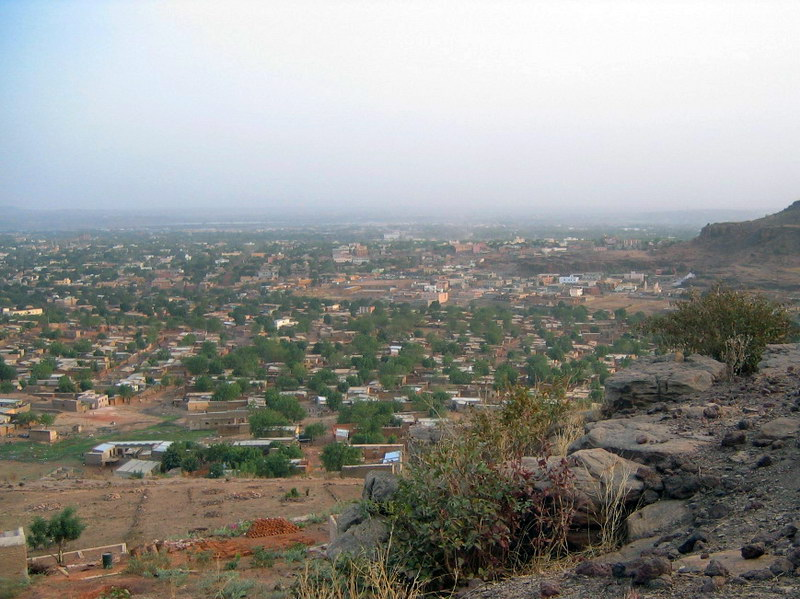
Imagine din Bamako

Mali este împărțit în opt regiuni administrative și districte. Aceste diviziuni au ca nume principalul oraș din fiecare zonă. Cele trei regiuni din nord sunt: Gao, Kidal și Timbuktu, acestea reprezintă doua treimi din suprafața țării cu doar 10% din populație. Sudul țării este divizat în regiunile: Kayes, Koulikoro, Mopti, Ségou, Sikasso și districtul Bamako.
În prezent este în curs reforma de descentralizare, care are ca obiectiv transferarea competenței administrative. Scopul este ca gestionarea provincială să fie cât mai aproape de populația locală. Această reformă vrea să sfârșească cu divizarea teritorială moștenită din era colonială și constă într-un proces de consultare a populației care a permis crearea unor noi comune, care reunesc mai multe sate și fracțiuni de teritoriu conform unor criterii bine definite.
Există 703 comune în Mali, dintre care 684 au fost create în 1996. O lege din 1999 confirmă această reorganizare administrativă și teritorială din Mali, cu crearea cercurilor (regruparea de mai multe comune) și regiunile (regruparea de cercuri).
Statul Mali a creat o direcție centrala națională ale colectivităților teritoriale în sânul Ministerului de Administrație Teritorială și Colectivității Locale (MATCL). Această instituție este însărcinată cu descentralizarea și reforțarea capacităților colective teritoriale, cât și de sprijin tehnic sau financiar.
În anul 2005 a fost adoptat documentul pentru descentralizarea prevăzută pentru anii 2005-2014. Acest document are patru axe principale:
- Dezvoltarea capacităților colective umane;
- O mai bună repartizare teritorială a serviciilor de stat;
- Dezvoltarea societății;
- Dezvoltarea serviciilor private la nivel local.

În același an, a fost creată a opta instituție a Republici Mali: Înaltul Consiliu al Colectivităților Teritoriale, care asigură reprezentarea națională a colectivităților teritoriale. Scopul ei este de a răspunde problemelor dezvoltării regionale.

## Geografia

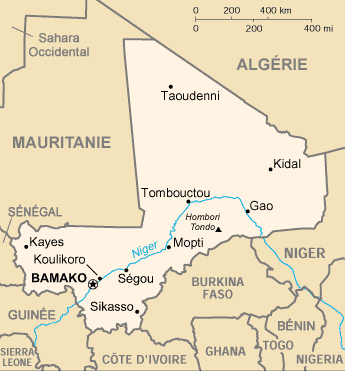
Harta Mali.

Cea mai mare parte din această țară africană este compusă din câmpie joasă, ruptă în anumite locuri de coline stâncoase. Pe teritoriul ei se întinde deșertul Sahara și zona Sahelului. Relieful cel mai important sunt munții Hombori - care depășesc 1000 metri înălțime - la sud-est și munții Bambouk, Manding, la sud-vest. Partea de nord a țării face parte din regiunea Sahara. Bazinele hidrografice cele mai importante sunt cele ale fluviului Senegal și fluviului Niger.

## Ecologia

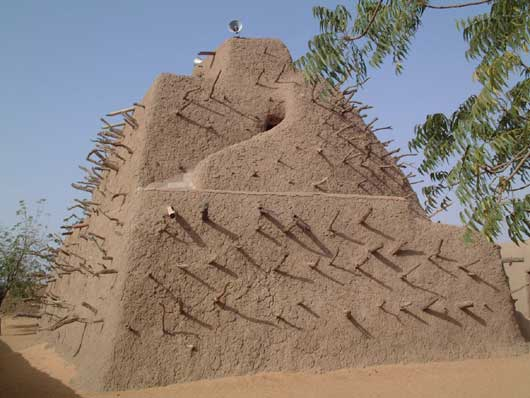
Askia

Principalele ecoregiuni din Mali sunt din nord la sud:
- Deșertul Sahara
- Stepa și savana arboricolă din Sahara meridională.
- Savana de acacia din Sahel
- Savana sudaneză occidentală

În plus mai sunt prezente muntele xerofilo al Saharei occidentale în munții din nord (Adrar de Iforas) și savana inundabilă din delta interioară Niger-Bani în confluența acestor râuri din centrul țării.

## Cultura
Franceza nu mai este limba oficială a statului Mali din iulie 2023. Ea a fost înlocuită cu limbi regionale precum bambară, arabă, fula, minyanka, songhay, soninke, tamasheq, kassonke și limba bobo. Dar franceză este încă vorbită frecvent în Mali și mai mult folosită în diplomație. Mai mult de 90% din populație este musulmană, restul populației este creștină și animistă. Mali a putut conserva unele elemente importante din cultura tradițională. Griotii (Djeli) exercită o funcție de muzicant poet și transmite istoria țării timp de mai multe generații în urmă. Bakary Soumano, șeful grioti-lor între 1994-2003 a contribuit la revitalizarea funcțiilor griotului în societatea modernă. Muzica din Mali este foarte bogată, se disting melodii cântate cu kora, o specie de harpă construită dintr-un dovleac. Se disting Ali Farka Toure, Boubacar Traore, Salif Keita y Toumani Diabate. Printre scriitori, cel mai de seamă este Amadou Hampaté Ba, iar dintre regizori se remarcă Cheick Oumar Sissoko y Souleymane Cissé.

### Patrimoniu mondial UNESCO
Până în anul 2011 pe lista patrimoniului mondial UNESCO au fost incluse 4 obiective din această țară.

## Economia
Doar o porțiune extrem de mică din suprafață este teren arabil. Zăcămintele minerale, majoritatea neexploatate, sunt de fier, bauxită, petrol, aur, nichel și cupru. Agricultura ocupă locul cel mai important în economia statului. Printre culturile principale se numără meiul, sorgul, porumbul, orezul, bumbacul și alunele.

## Galerie de imagini

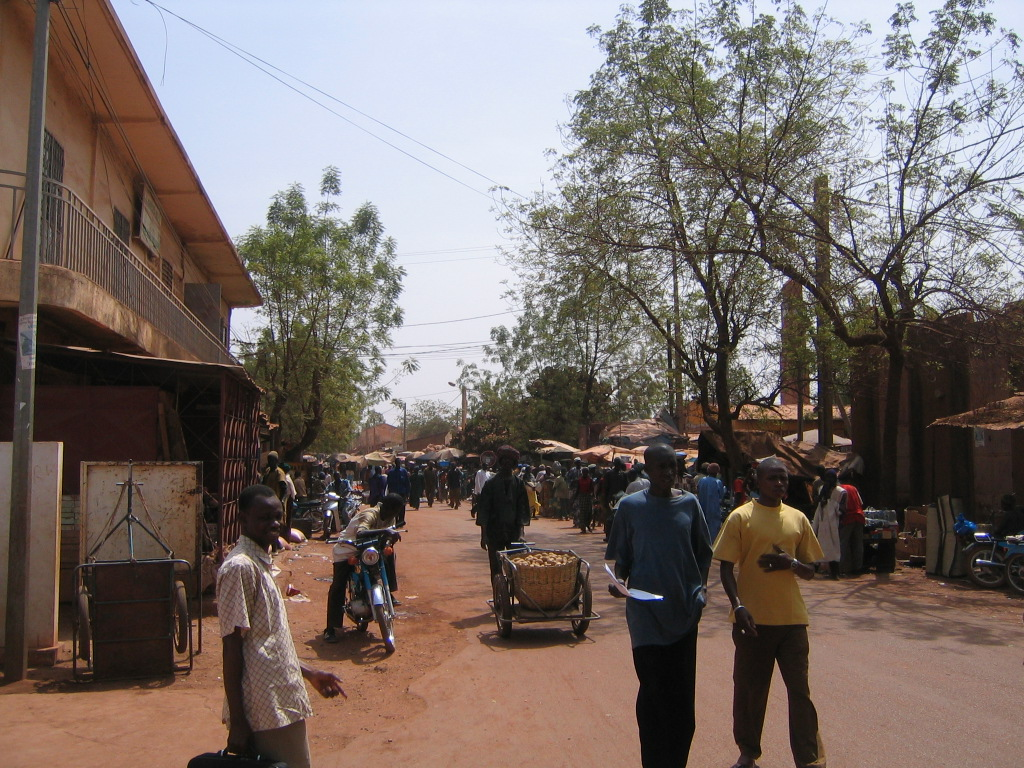
Piață din Kati
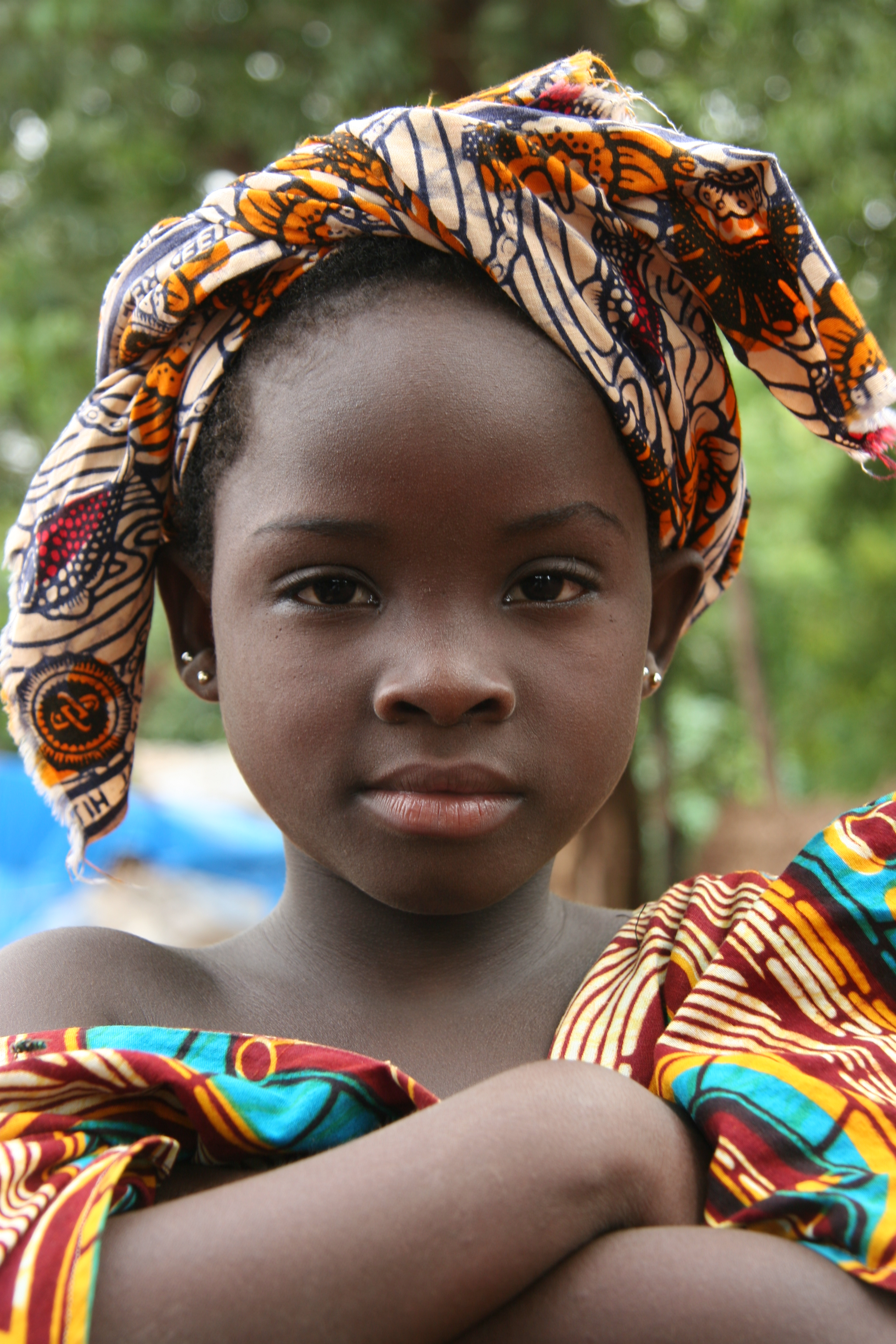
Fată din Bamako
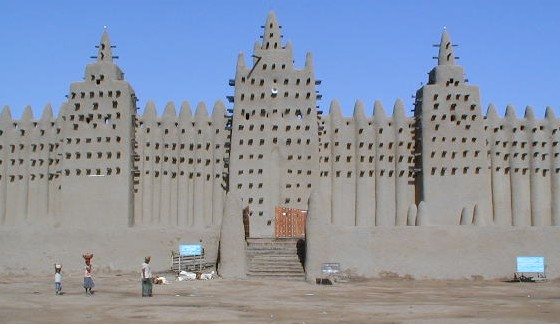
Marea moschee din Djenné
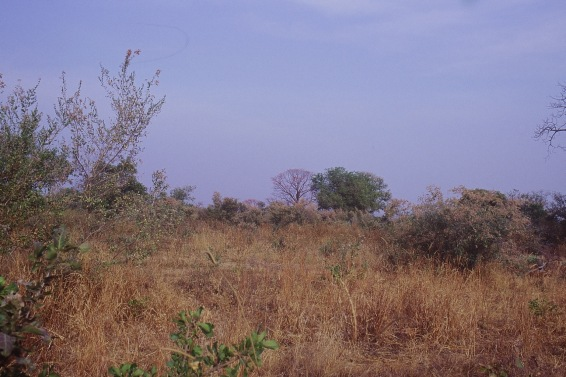
Savană în Mali
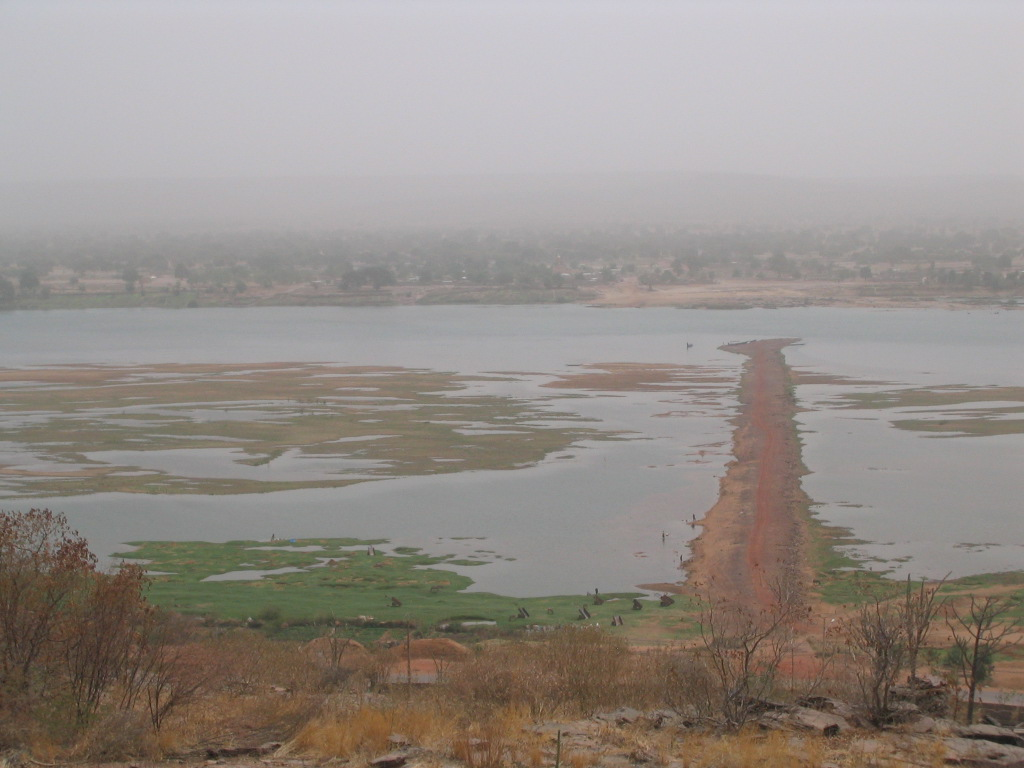
Râul Niger- Insule instabile de nisip aproape de Koulikoro
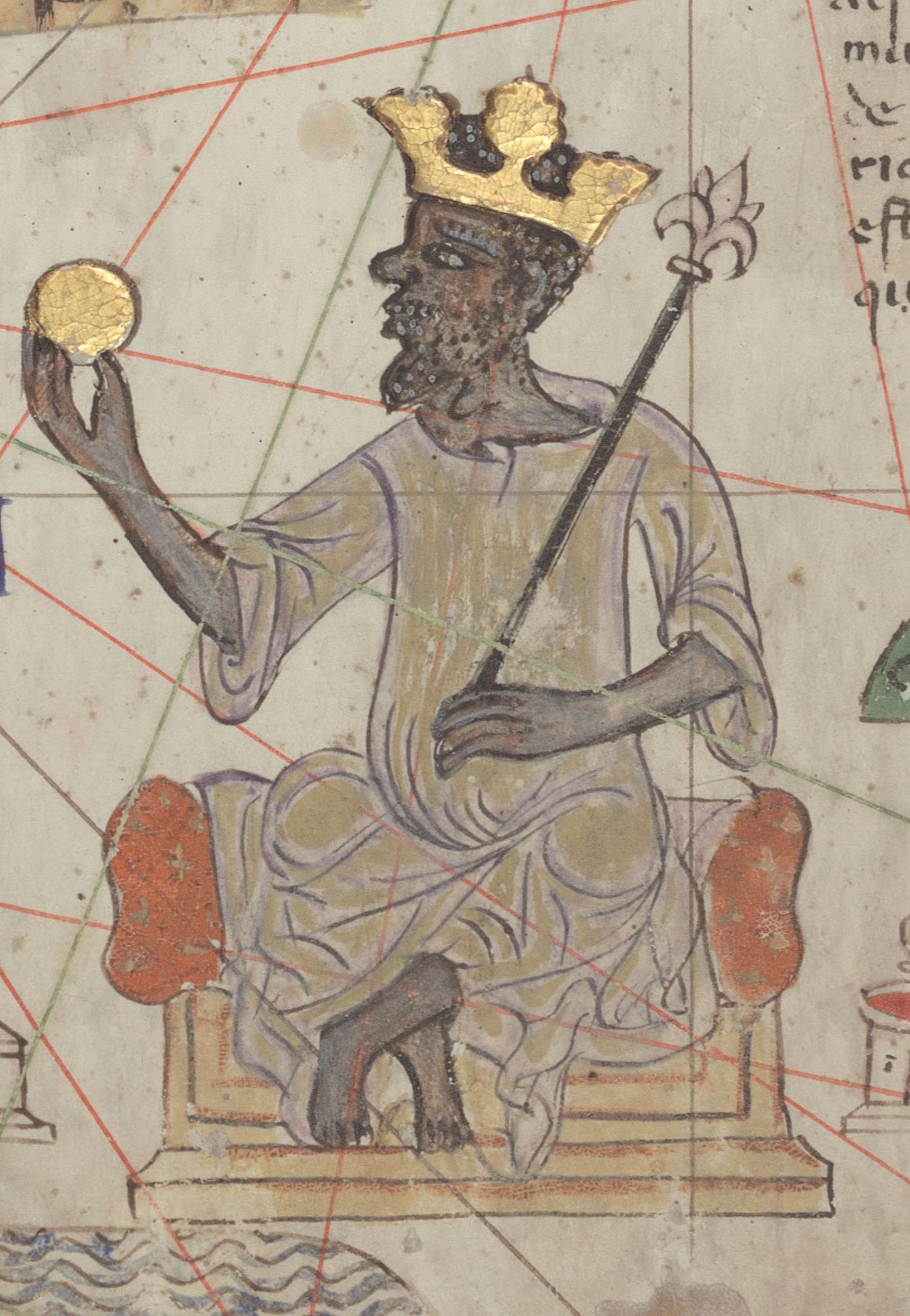
Mansa Musa, împăratul din Mali secolul-XIV
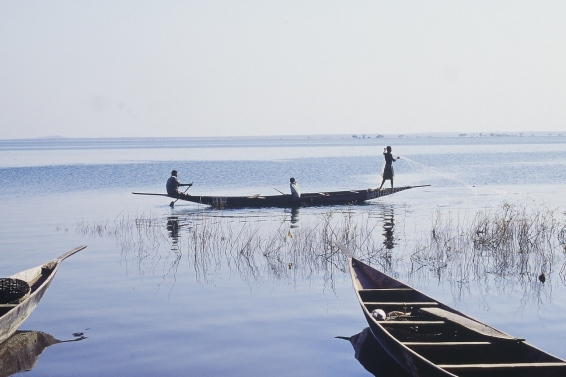
Pescuitul în Mali
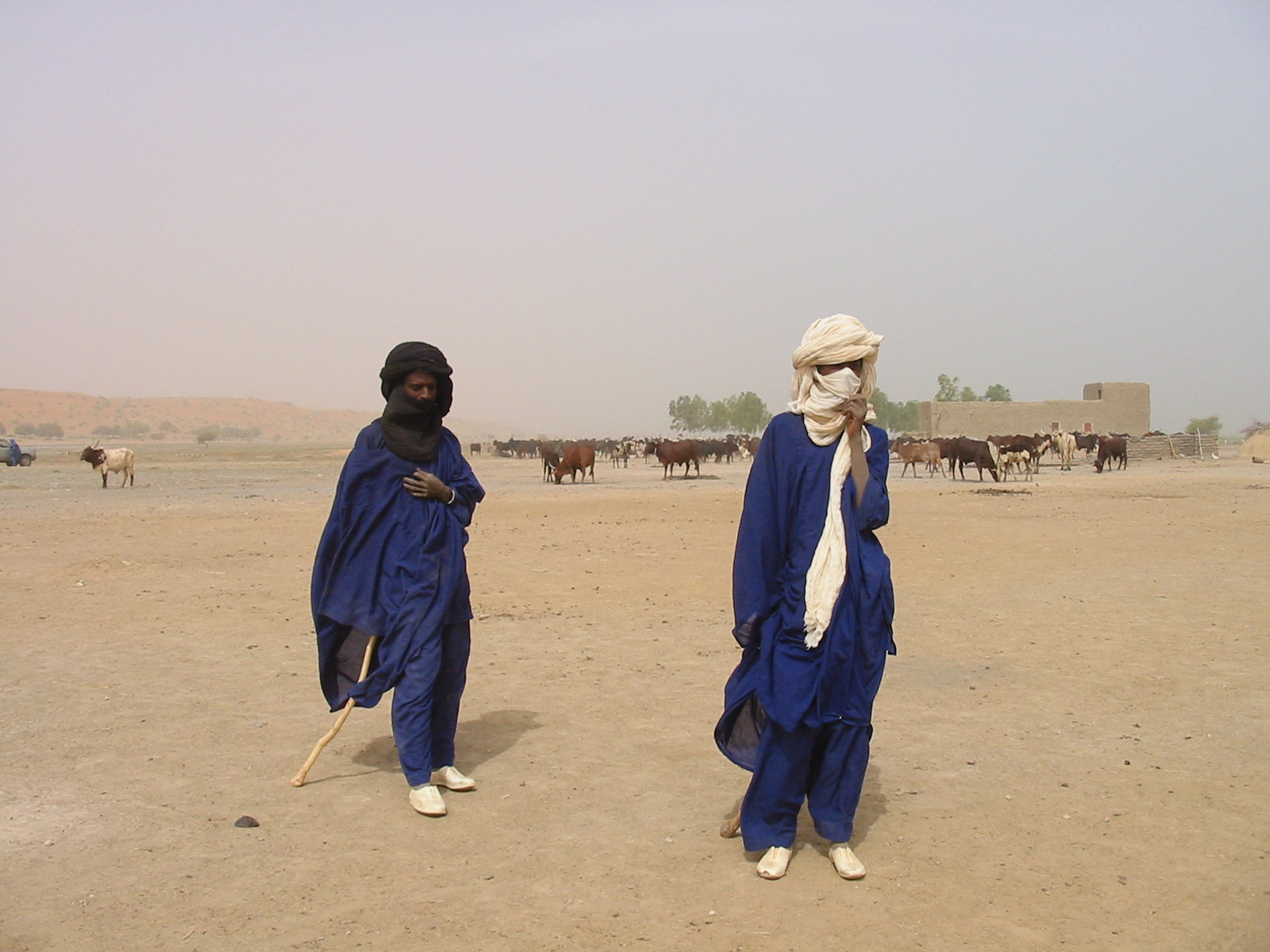
Cunoscut ca peol este al doilea grup etnic din Mali